# Leucaloa eugraphica
Leucaloa eugraphica är en fjärilsart som beskrevs av Walker 1865. Leucaloa eugraphica ingår i släktet Leucaloa och familjen björnspinnare. Inga underarter finns listade i Catalogue of Life.

## Bildgalleri

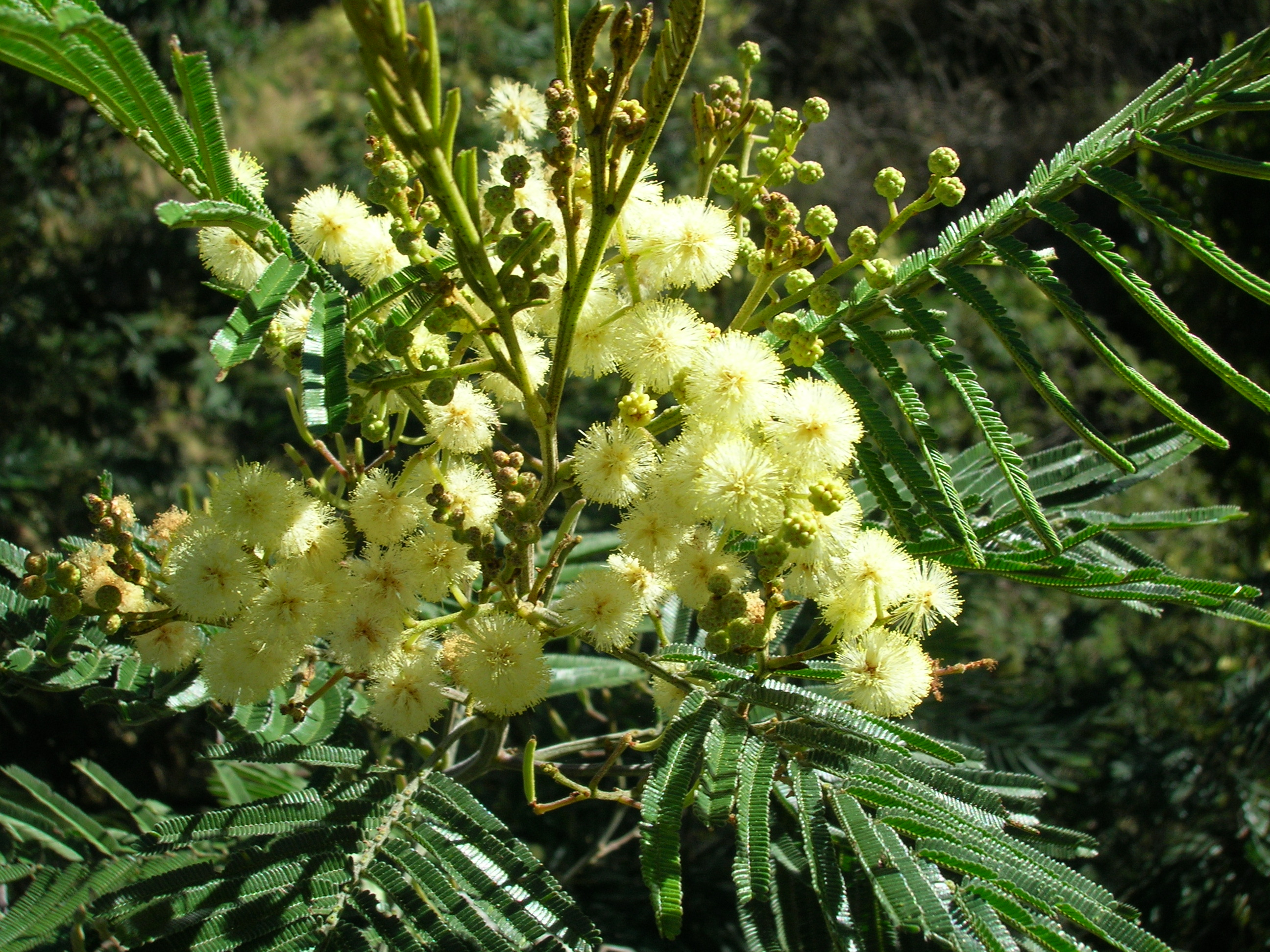
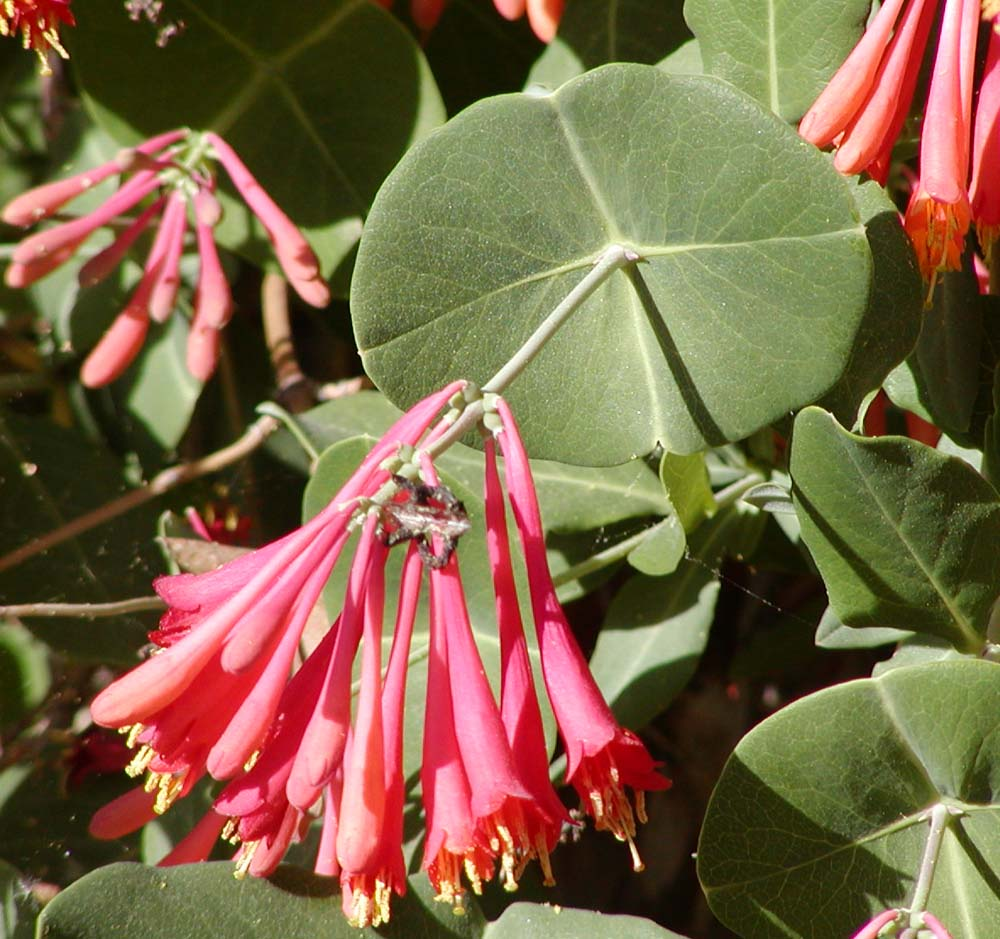
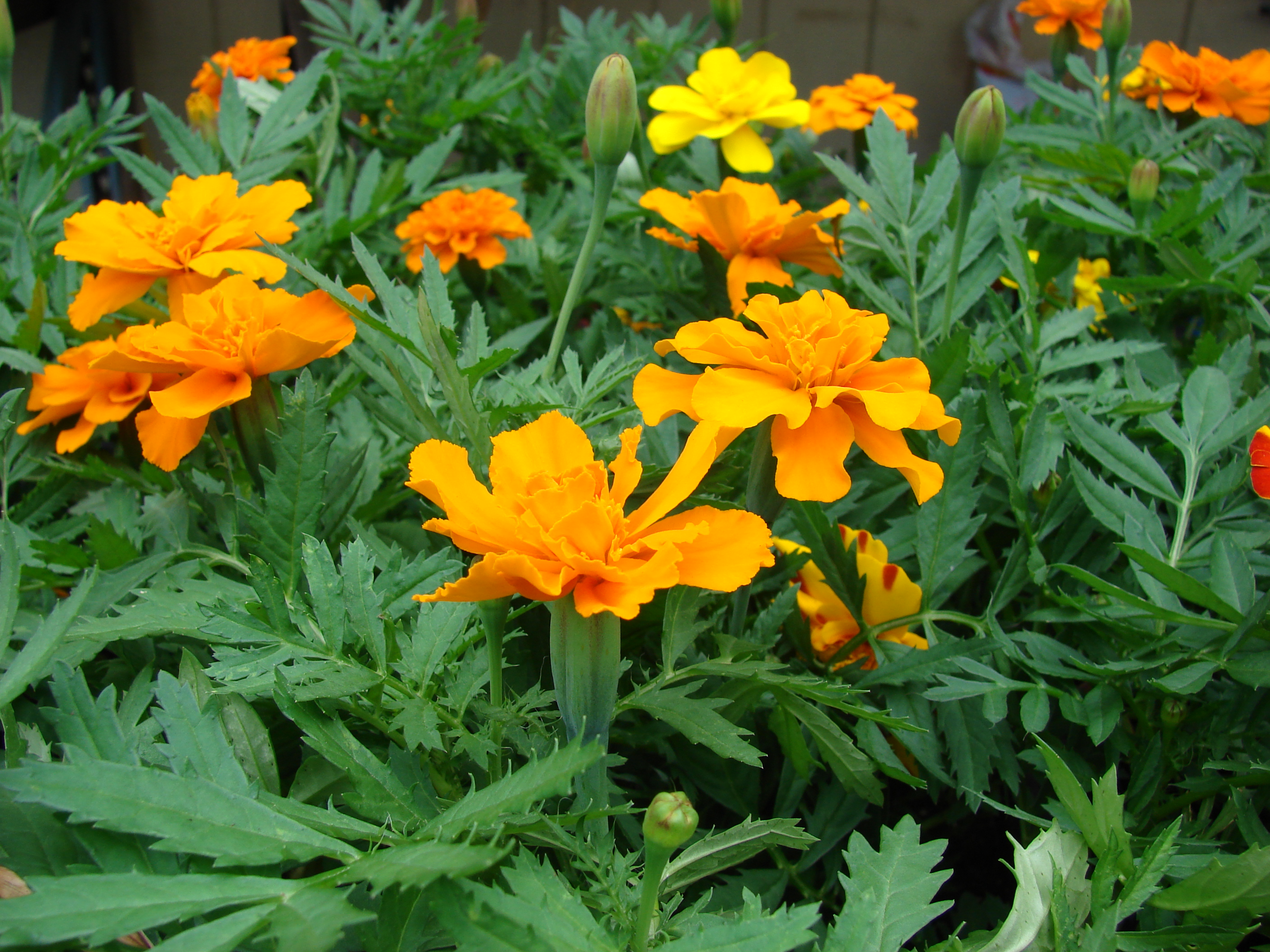
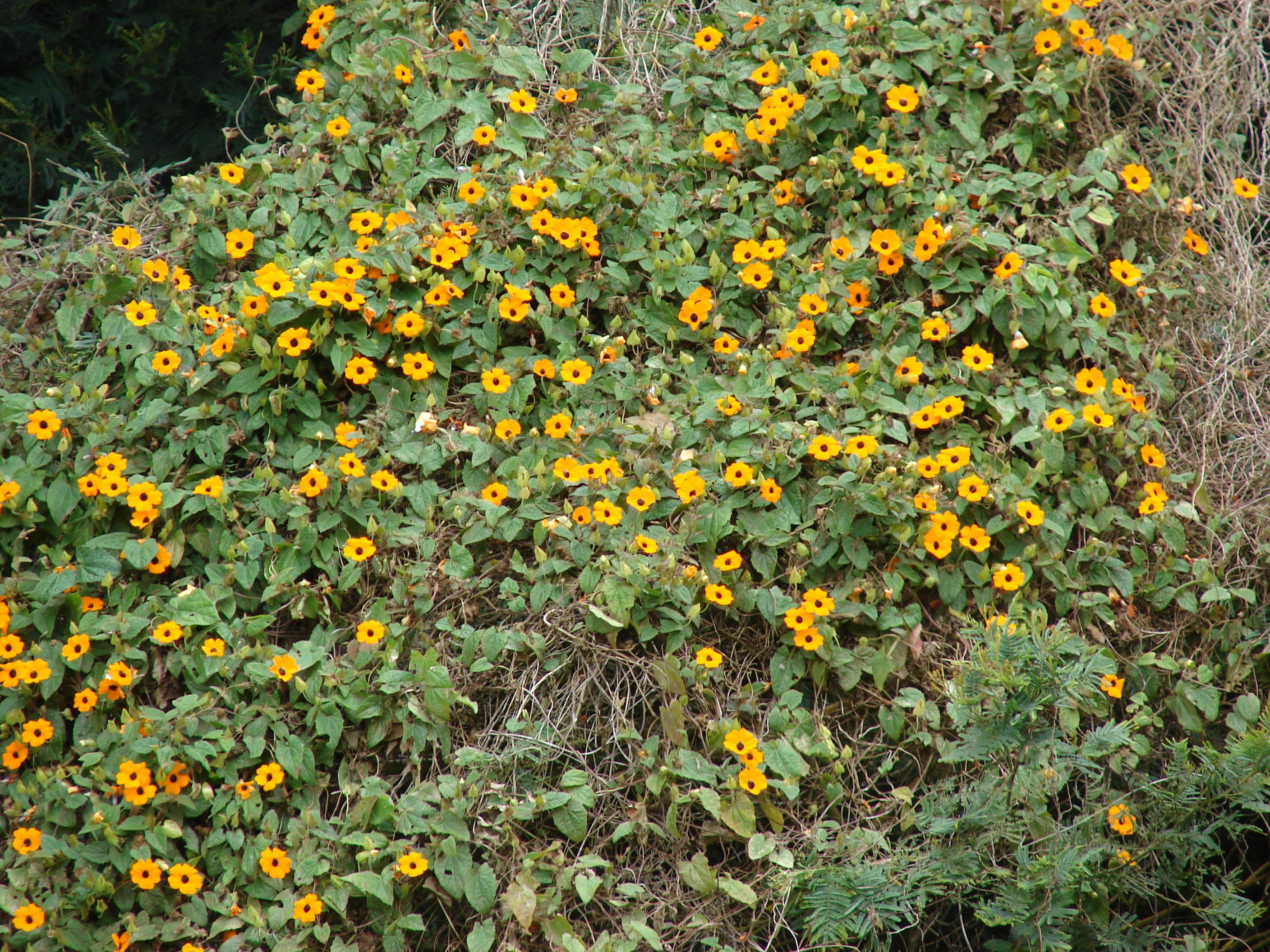